# ایوان فردریک
ایوان فردریک دوم (متولد ۱۹۶۶) یک جنایتکار جنگی و گروهبان سابق ستاد در ارتش ایالات متحده است. وی دارای بالاترین درجه از هفت پرسنل پلیس ارتش آمریکا بود، که به شکنجه زندانیان در زندان ابوغریب در عراق متهم شده‌اند. وی از اکتبر تا دسامبر ۲۰۰۳ سرباز اعزامی ارشد در زندان بود.
فردریک قبل از اعزام به عراق ، افسر اصلاحات در مرکز اصلاح باکینگهام در دیلوین، ویرجینیا بود.
شهادت ایوان فردریک در دادگاه مستقیماً پنتاگون و مدیران ارشد و مقامات آن را متهم کرد و آنها را از هر آنچه در آنجا اتفاق افتاده و حتی بیشتر از این برای اطلاع به آنها اطلاع داد.
در ماه مه ۲۰۰۴، فردریک به جرم توطئه، تخطی از وظیفه، بدرفتاری با بازداشت شدگان، تعرض و اعمال ناشایست اعتراف کرد. وی به ۸ سال حبس و خلع درجه و حقوق محکوم شد و وی یک ترخیص ناموسی نیز دریافت کرد.
او پس از چهار سال زندان، در اکتبر ۲۰۰۷ با عفو مشروط آزاد شد.

### ویدئو
- مصاحبه با فیلیپ زیمباردو بایگانی‌شده  در ۱۱ آوریل ۲۰۰۷ توسط Wayback Machine (به ۵۱:۵۰ بروید)
- فیلیپ زیمباردو در TED.org